# Мартін Лійвамягі
Мартін Лійвамягі (5 липня 1988) — естонський плавець.
Учасник Олімпійських Ігор 2008, 2012 років.